# Memorial Literario
Memorial literario, instructivo y curioso de la Corte de Madrid fue un periódico ilustrado, fundado por Joaquín Ezquerra y Pedro Pablo Trullenc. Se publicó en Madrid, con algunas interrupciones, entre enero de 1784 y octubre de 1808. De periodicidad primero mensual, después quincenal y por último trimensual, acogió en sus páginas una gran variedad de temas: crítica literaria y teatral; ensayos, discursos y cartas de diferentes autores; memorias académicas, reseñas de libros, textos poéticos, información sobre comercio marítimo, medicina y salud pública, meteorológica, militar, sobre la corte real, cambio de moneda, normas legales, corridas de toros, etc. Fue uno de los periódicos más destacados del siglo xviii no solo por su riqueza de contenido sino también por su larga trayectoria y extensa difusión.

## Descripción material
Se publicó en números de unas 140-180 páginas mientras fue periódico mensual, para bajar a la mitad cuando se convirtió en quincenal. En su primera etapa, al principio cada entrega tenía su paginación propia, pero desde septiembre de 1785 empezaron a secuenciarse por tomos cuatrimestrales. Se estampaba en la Imprenta Real, en octavo, a una columna. Se compone casi por completo de texto, aunque inserta esporádicamente algunas figuras, planos y grabados. Los epígrafes apenas se diferencian del cuerpo de las noticias. Solo el uso de la cursiva y las contadas ilustraciones interrumpen la monotonía gráfica de las páginas. Cada número se cierra con un índice de los temas tratados.

## Historia

### Fundadores y propósito

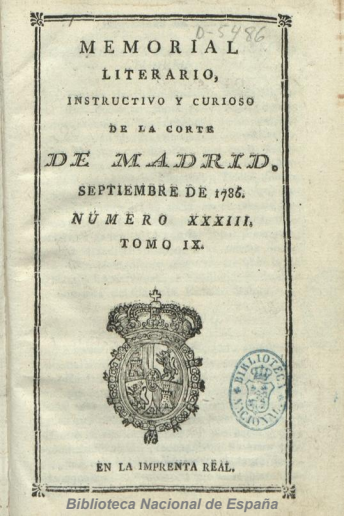
Portada del n.º xxiii, tomo ix, correspondiente a septiembre de 1786

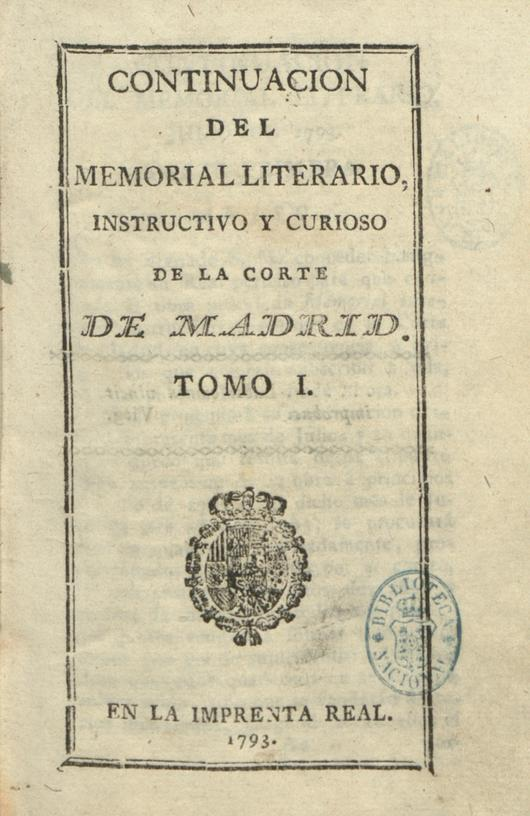
Portada del primer número con esta denominación, correspondiente a julio de 1793

El Memorial Literario fue fundado por dos aragoneses afincados en Madrid: Joaquín Ezquerra, catedrático de latín en los Reales Estudios de San Isidro, y Pedro Pablo Trullenc, Portero de la Cámara de Castilla.
El propósito de los fundadores consistió en ofrecer aquellas noticias que no solían tener cabida en los periódicos oficiales, la Gaceta, el Mercurio histórico y el Diario de Madrid, dedicados sobre todo a los asuntos políticos, costumbristas o de actualidad. El Memorial Literario se ocupó de divulgación literaria y artística (reseñas de libros y publicaciones recientemente aparecidos, memorias de academias, noticias del mundo del arte, estrenos teatrales) pero también, en consonancia con el espíritu del siglo ilustrado, proporcionó espacio a las novedades científicas, técnicas, económicas o legislativas, sin dejar de lado los aspectos religiosos.

### Etapas de publicación y periodicidad
Se publicó entre 1784 y 1808, siempre en 8.º, con algunas interrupciones y cambios en los redactores, el título completo y la periodicidad. Estas son las distintas etapas:
1. Memorial Literario, instructivo y curioso de la Corte de Madrid. De enero de 1784 a septiembre de 1787, periódico mensual, dirigido por Ezquerra y Trullenc.
2. Memorial Literario, instructivo y curioso de la Corte de Madrid. De octubre de 1787 a enero de 1791, periódico quincenal, dirigido primero por Ezquerra y Trullenc, y desde 1790 solo por el primero a causa del fallecimiento del segundo. Se suspendió en enero de 1791, al igual que todas las demás publicaciones periódicas (excepto la Gaceta, el Mercurio y el Diario), en virtud de la Real Orden del 24 de febrero que dictó el ministro Floridablanca para impedir el contagio de las ideas revolucionarias provenientes de Francia.
3. Continuación del Memorial Literario instructivo y curioso de la corte de Madrid. Veintiocho tomos publicados de julio de 1793 a diciembre de 1797, dirigido por Ezquerra. En junio de 1791 este había solicitado autorización para reanudar la publicación por motivos de utilidad pública, y esta le fue concedida, a diferencia de lo sucedido con otras cabeceras. En esta segunda etapa perdió el periódico bastante calidad y contenido respecto a la anterior. En diciembre de 1797 llegó una nueva interrupción, por causas desconocidas.
4. Memorial literario o Biblioteca periódica de Ciencias y Artes. De enero de 1801 a diciembre de 1806, dirigido al principio por Pedro María Olivé, aunque Ezquerra siguió siendo dueño de los derechos de la publicación y colaborando ocasionalmente. A mediados de 1804 abandonó Olivé la dirección, y fue sustituido por el propio Ezquerra hasta finales de año. Después vendió los derechos a Sebastián de Carnerero, padre de José María y Mariano de Carnerero, que serían los principales responsables en el bienio siguiente. Desde enero de 1805 cambió la periodicidad a trimensual, con números que salían el 10, el 20 y el 30 de cada mes.
5. Memorial literario o Biblioteca Periódica de Ciencias, Literatura y Artes. Desde enero hasta el 30 de mayo de 1808. Los hechos de mayo en Madrid y el comienzo de la guerra de la Independencia marcaron el final de la existencia del periódico, que tuvo aún una fugaz reaparición en octubre de ese año:
6. Memorial literario o Biblioteca periódica de Ciencias, Literatura y Artes, dedicado al rey Fernando vii. Cinco números publicados del 10 de octubre al 20 de noviembre de 1808.

### Difusión
De los periódicos españoles y con la excepción de los oficiales, el Memorial Literario fue el que más difusión tuvo dentro y fuera de España. En 1784 contaba con 1140 suscriptores. En 1786 anunció la ampliación de su difusión a las provincias, y en febrero de 1787 a ultramar: posesiones españolas en América y Filipinas. Entre los suscriptores se contaban importantes miembros del Gobierno y de las élites sociales e intelectuales del país. Gozó del respaldo de Floridablanca y Campomanes, y disfrutó de exenciones como el porte franco de correos, o incluso, en cierta ocasión, de la condonación de una deuda de 12000 reales con la Imprenta Real.

### Crítica teatral
Dentro de la gran variedad de temas que tienen cabida en el Memorial Literario merece ser destacada la crítica teatral, con una sección permanente de «Teatros» dedicada a las obras representadas en los coliseos madrileños. Siguiendo el modelo habitual en la época, esta labor crítica pretende por una parte mostrar a los autores dramáticos lo que está bien y lo que está mal en las obras representadas, y por otra educar el gusto del público. Estas críticas teatrales fueron una labor de grupo, si bien se desconoce quiénes fueron los colaboradores del periódico, probablemente una tertulia de amantes del teatro que se reunirían tras las representaciones. Tenían las críticas una doble vertiente, estética y ética o ideológica, por lo que examinaban tanto los aspectos técnicos y literarios como la moralidad y utilidad de las ideas contenidas en cada obra.
En esta labor de crítica teatral hay pruebas fehacientes de que los redactores del Memorial Literario recibieron repetidamente directrices de las autoridades civiles (no así de las religiosas) para que contribuyesen a la postergación de las obras consideradas por aquellas perniciosas y de mal ejemplo, aunque gozaran del favor del pueblo. Se puede notar una diferencia de tratamiento entre el teatro aurisecular y las obras populares dieciochescas: mientras que las piezas representadas de Lope, Calderón o Moreto se analizan sistemáticamente desglosando sus defectos formales (según el canon neoclasicista) con un tono sereno y mesurado, con los géneros más en boga del momento la crítica es mucho más exaltada y combina juicios poéticos con razonamientos morales y religiosos. Entre los géneros más denostados por los memorialistas se encuentran las comedias de magia y las historicomilitares. Por el contrario, obras ajustadas al canon del buen gusto, como la moratiniana El viejo y la niña, merecen el aplauso de aquellos.

### Meteorología y clima
Las páginas del Memorial Literario ofrecieron desde el principio información mensual tabulada de las oscilaciones meteorológicas correspondientes a la ciudad de Madrid, acompañadas de comentarios sobre el comportamiento de la atmósfera y de los resultados de las «observaciones médicas» llevadas a cabo por los médicos de los diferentes hospitales madrileños. A partir de abril y agosto de 1786 se añadió información meteorológica de las ciudades de Cádiz y Barcelona, respectivamente. Los datos de esta última los proporcionaba el ilustre médico catalán Francisco Salvá Campillo, cuya contribución no se ciñó solo a este campo sino que se extendió a temas de medicina, electricidad atmosférica, ciencias naturales y mecánica. Hubo críticas a la inclusión de este tipo de información en las páginas del Memorial, que negaban su utilidad e incluso la equiparaban a los pronósticos de astrólogos y almanaques. Los redactores tuvieron que defenderse ratificando la validez de las mismas y su aplicación práctica a la medicina y la agricultura.
La información no se restringía a los datos puramente meteorológicos, sino que incluía noticias referidas a la influencia del comportamiento del clima sobre la salud, en sintonía con las corrientes médicas y científicas europeas contemporáneas. Las dos décadas finales de la centuria ilustrada estuvieron presididas en España por fenómenos climáticos extremos, acompañados de otras amenazas en forma de enfermedades y plagas agrícolas de graves consecuencias para la población, como el paludismo o fiebres tercianas, cuya expansión en los años ochenta a amplias zonas de la península, hasta entonces exentas, fue favorecida por graves sequías alternadas a períodos de precipitaciones excesivas.
En un último cuarto del siglo caracterizado por una climatología extrema, fenómenos recurrentes como las repetidas sequías, grandes temporales, riadas e inundaciones, inviernos extraordinariamente rígidos, etc., tuvieron cumplido reflejo en las páginas del periódico.

### Higiene pública y medicina
Los textos relacionados con la medicina y la salud pública ocuparon regularmente un buen espacio en el periódico. Se pueden distinguir varios bloques temáticos:
- Asuntos médicos, como las observaciones realizadas en el Hospital general de la Corte y que se solían publicar a continuación de los boletines meteorológicos. Hay artículos dedicados, por ejemplo, a la profilaxis de la rabia o al tratamiento de las picaduras de tarántulas, pero destacan sobre todo los que se ocupan de epidemias, cuestión de gran trascendencia en la época no solo por sí misma sino también por sus repercusiones demográficas.
- Salud pública: prevención de enfermedades, lucha contra la viruela, etc.
- Enseñanza de la medicina, estudio de la anatomía, importancia de la cirugía, donde se destaca la creación del Real Colegio de Cirugía de Madrid.
- Especialidades médicas, como la obstetricia; hay artículos relacionados con la polémica surgida a la sazón sobre el recurso a la cesárea. También caben aquí notas sobre la lactancia materna o la alimentación de los niños expósitos.
- Terapéutica: uso de la quina, expediciones para obtenerla y modalidades de comercialización.

### Economía
En el Memorial se encuentran páginas dedicadas a temas que en la época se consideraban de vital importancia, como el crecimiento demográfico, o bien el desarrollo de la agricultura, las manufacturas y el comercio, interno y externo. A título de ejemplo, en ocho cartas publicadas entre abril y agosto de 1789 se ilustran los efectos nocivos del lujo. Según argumenta su autor, el lujo provoca en las capas sociales más altas el deseo de aumentar continuamente los gastos relacionados con las bodas; la necesidad de acopiar cada vez más dinero retrae a los posibles contrayentes, que retrasan o anulan sus matrimonios, con el consiguiente daño demográfico.